# Huaceae
Huaceae es una familia de plantas fanerógamas con dos géneros. El sistema APG II no la incluía en ningún orden, sin embargo la actualización APG III lo incluye en Oxalidales. Son nativos del oeste del África tropical.

## Descripción
Son arbustos, lianas y hierbas de hojas aromáticas, alternas, simples y enteras con peciolos cortos. Las flores son pequeñas y hermafroditas, se agrupan en inflorescencias  axilares. El fruto es una cápsula.

## Taxonomía
La familia fue descrita por Auguste Jean Baptiste Chevalier y publicado en  Revue international de botanique appliquée et d'agriculture tropicale 27: 28. 1947. El género tipo  es: Hua

## Géneros
- Afrostyrax
- Hua